# Raerener keramiek

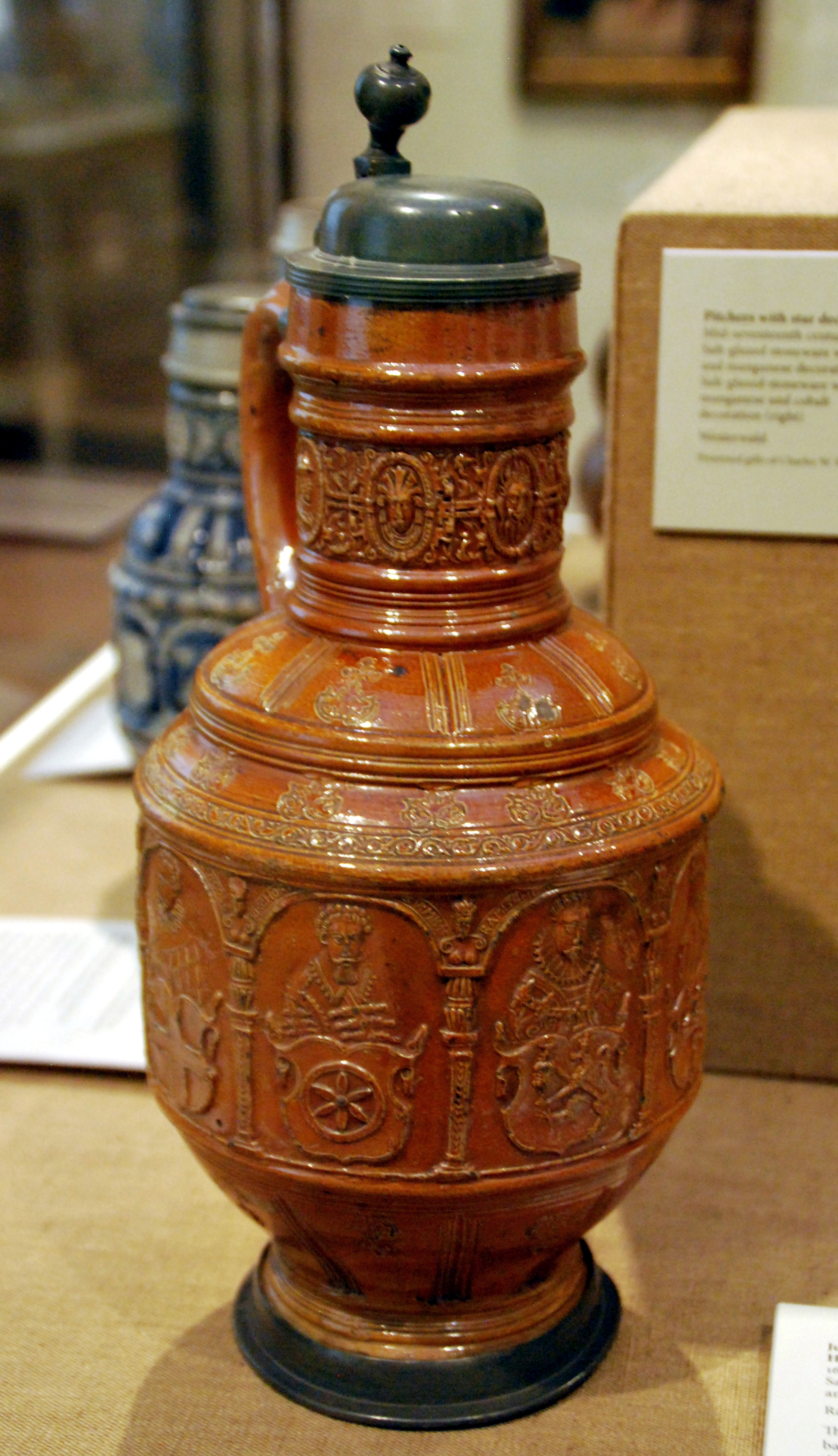
Cilinderbuikkruik

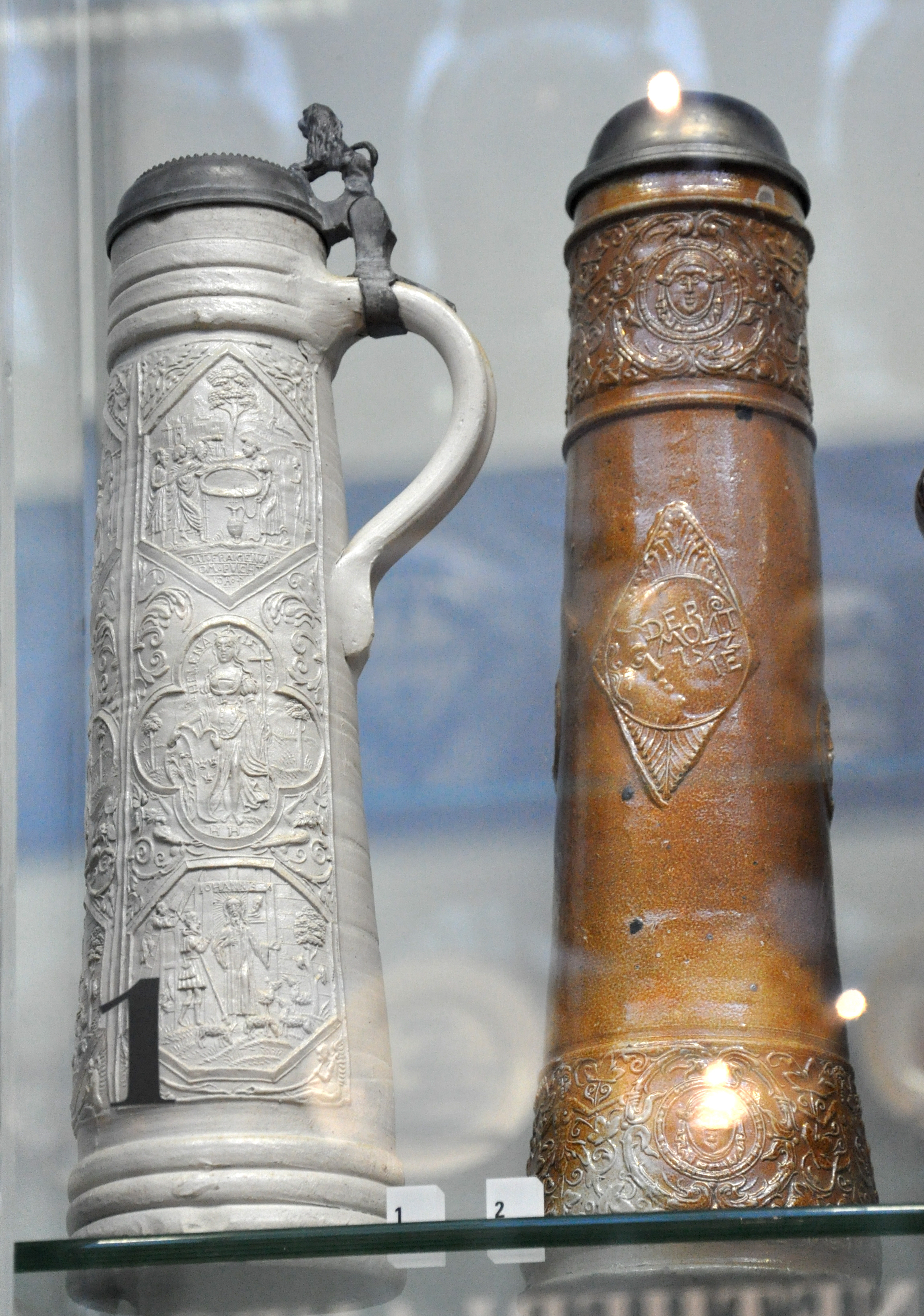
Bierpullen in kobaltblauw en roodbruin

Onder Raerener keramiek (Raerener Steinzeug) verstaat men de pottenbakkerijproducten die vooral in de 16e eeuw vervaardigd werden in Raeren. Deze plaats behoorde toen tot het hertogdom Limburg en kwam later in Duitstalig België te liggen.
De Raerener keramiek, die gerekend wordt tot de Rijnlandse keramiek, kenmerkt zich door de toepassing van roodbruin zoutglazuur.

## Geschiedenis
Reeds rond het jaar 1400 was er sprake van pottenbakkersactiviteiten in Raeren. Omstreeks 1500 werd deze tak van nijverheid ook in de omliggende regio van belang. Omstreeks 1550 kregen de, voorheen tamelijk eenvoudige, producten een kunstzinnige uitstraling. De pottenbakkers in de regio gingen samenwerken en in de tweede helft van de 16e eeuw waren er een vijftigtal meester-pottenbakkers actief. De komst van pottenbakkers uit Keulen, welke in 1566 uit deze stad verdreven waren, hiertoe zeker bijgedragen. Het hoogtepunt van de Raerener pottenbakkerij ligt in het laatste kwart van de 16e eeuw.
Begin 17e eeuw vertrokken vele pottenbakkers naar het Westerwald. Het roodbruine glazuur werd vervangen door blauwgrijs glazuur. In de jaren dertig van de 17e eeuw kwam het bijzondere karakter van de Raerener keramiek tot een einde. Wel werden er, tot in de 18e eeuw, nog bierkruiken en dergelijke vervaardigd, maar deze kan men eerder als gebruiksvoorwerp dan als kunstvoorwerp beschouwen.
Het door de pottenbakkers gebruikte leem kwam uit de leemgroeven van Berlotte, Kettenis en Lichtenbusch. Men maakte gebruik van roodbruine glazuren, maar reeds in 1584 experimenteerde Jan Emens Mennicken met kobaltblauwe glazuren. 

## Producten
De producten betreffen gebruiksvoorwerpen als kannen, kruiken en drinkvaatwerk zoals kroezen en pullen. Deze werden vooral versierd met motieven die ontleend waren aan prenten van Sebald Beham betreffende boerendansen, boerenbruiloften en dergelijke. Ook de zeven keurvorsten van het Duitse rijk werden wel afgebeeld. Typische producten zijn: Kruiken met drie oren, cilinderbuikkruiken, baardmankruiken, waaronder enige met doedelzakblazende baardmannen.

## Onderzoek
Tussen 1870 en 1882 zijn in Raeren opgravingen gedaan waarbij 16e-eeuws vaatwerk werd gevonden. Veel stukken zijn in het Deutsche Keramikmuseum (Hetjens-Museum) te Düsseldorf terecht gekomen. Vanaf 1950 werden opgravingen in het gehele pottenbakkersgebied uitgevoerd, teneinde kennis te vergaren omtrent de geschiedenis van de pottenbakkerij in deze regio.
In het Kasteel van Raeren is een pottenbakkerijmuseum gevestigd.